# Yucca declinata
Yucca declinata ist eine Pflanzenart der Gattung der Palmlilien (Yucca) in der Familie der Spargelgewächse (Asparagaceae).

## Beschreibung
Die solitär wachsende Yucca declinata ist stammbildend und erreicht eine Wuchshöhe von 2 bis 6 Metern. Die steifen, hochaufgerichteten Laubblätter bilden an den Blatträndern an adulten Exemplaren Fasern.
Der zwischen den Blättern beginnende, charakteristisch zur Seite geneigte, verzweigte Blütenstand wird 0,6 bis 1,3 Meter lang.
Yucca declinata ist verwandt mit Yucca grandiflora. Er ist ein Vertreter der Sektion Yucca, Serie Treculianae. Das Vorkommen ist begrenzt. Yucca declinata ist wie die  Yucca grandiflora kaum bekannt und selten in Kultur.

## Verbreitung
Yucca declinata wächst in der Sonora-Wüste der Sierra Madre Occidental in Mexiko auf steinigen Hängen in lichtem Waldland in Höhenlagen zwischen 700 und 1000 Meter. Vergesellschaftet ist sie dort mit verschiedenen Arten der Gattungen Agave, Nolina und Opuntia.

## Systematik
Die Erstbeschreibung durch den amerikanischen Botaniker Joseph E. Laferriere unter dem Namen Yucca declinata ist 1995 veröffentlicht worden.

## Bilder
Yucca declinata in Mexiko:

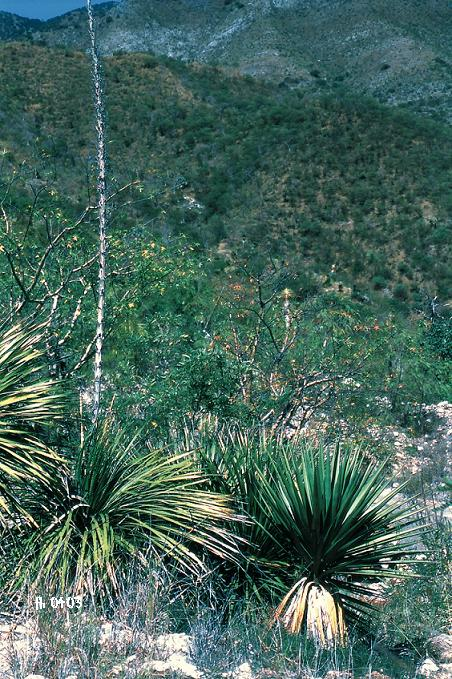
Mit Nolina spec.
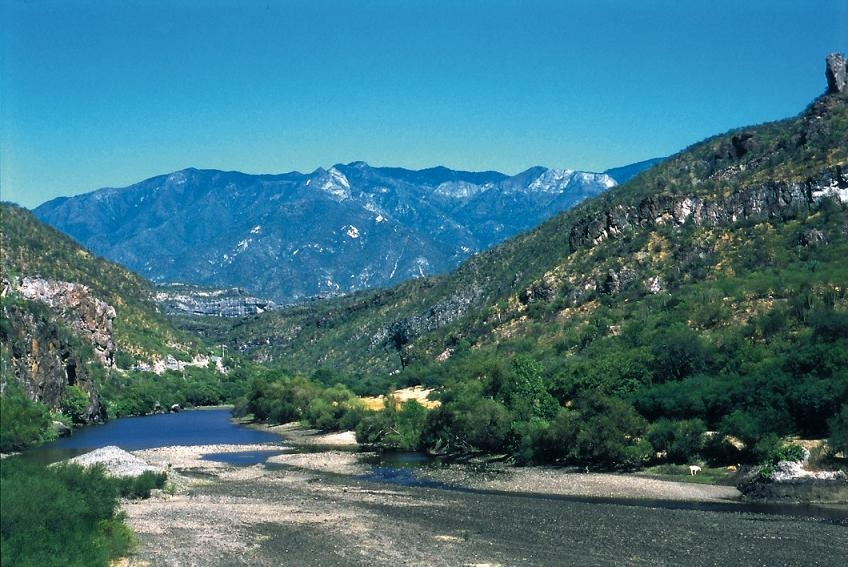
Habitat
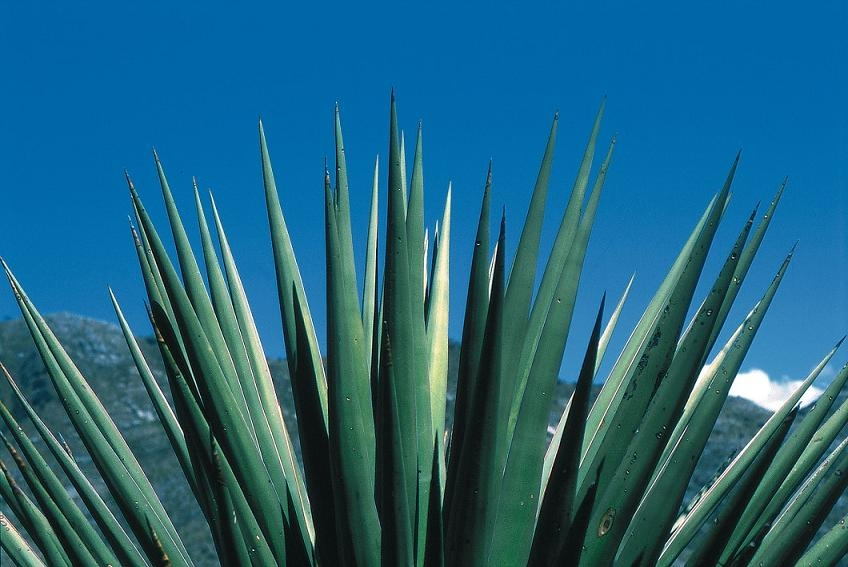
Mit den typischen, schwertartigen Blättern
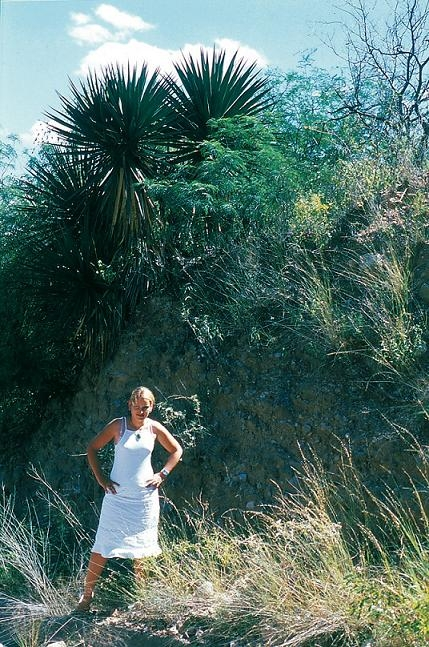
Adulte Gruppe